# Soča
Sóča (italijansko Isonzo, furlansko Lusinç) je reka v zahodni Sloveniji in severni Italiji. Izvira iz kraškega izvira v spodnjem delu pobočja Velike Dnine, kjer je izvir iz jame najbolj znan izvir. Prvi povirni krak pa je že pred tem Potok na planini Zapotok, ki nato ponikne v Suhi potok.  Soča teče po ledeniško preoblikovani dolini Trente in nato skozi Bovško kotlino. Pri Žagi zavije proti jugovzhodu in teče proti Kobaridu pod Napoleonovim mostom. Po dolini se nato vije do Mosta na Soči, nato po ozki soteski do Solkana. Pri Gorici vstopi v Furlansko nižino in se v široki delti izlije v Tržaški zaliv Jadranskega morja. Za porečje Soče se uporablja pokrajinsko ime Posočje.
Večji levi pritoki so Tolminka, Idrijca in Vipava, manjši pa: Limarica, Mlinarica, Zadnjica, Trebiščnica, Vrsnica, Lepenjica, Golobarski potok, Slatnica, Kozjak, Rožica, Volarja, Sopotnica, Godiča, Vogršček, Avšček, Rohot.
Večji desni pritoki so Koritnica, Učja, Boka, Idrija in Ter, manjši pa: Ročica, Mlinšček, Potočec (Soča), Kokošnjak, Lonjšček, Tbin, Beli potok, Kamnica, Hotevlje, Ušnica, Doblarec, Ajba, Majda, Gorevšek, Perivnik, Zamedvejski potok, Sopet, na ozemlju Italije pa se vanjo izlivajo še: Pevmica, Grojnica.

## Opis reke
Začetek Soče je kraški izvir v spodnjem delu pobočja Velike dnine nekaj deset metrov nad dnom doline Zadnje Trente, v nadmorski višini 990 m. Spomladi in poleti je najzgornejši del Soče lep alpski potok, ki prek manjših slapičev teče mimo Koče pri izviru Soče proti dnu doline, kjer se mu kot prvi pridruži pritok iz Zadnje Trente. Ta voda teče večino časa skozi grušč in prod v dnu doline, ob močnem deževju kot divji hudournik po široki beli strugi. Do prve manjše razširitve z zaselkom Na Logu, kjer se ji iz doline Zadnjice pridruži levi pritok Krajcarica (tudi Zadnjica), teče Soča po strmi strugi in v nekaj kilometrih premaga višinsko razliko skoraj 250 m. Za ta del reke do Loga je poznano tudi staro ime Šnita. Od tu naprej teče modro zelena reka po dnu ledeniško preoblikovane doline Trenta proti jugozahodu med vršaji hudourniških pritokov in podori in se tik pred izlivom levega pritoka Vrsnik zaje v slikovita korita, ponovno tudi nekaj kilometrov dolvodno pred izlivom levega pritoka Lepenjice. Še nekoliko niže vstopi reka v Bovško kotlino. Ta zgornji del doline ima izrazito alpske poteze, z značilno poselitvijo samotnih kmetij, ki stojijo na prodnih terasah ali vršajih soških pritokov.
Pod vasjo Kal - Koritnica se Soči pridruži močan desni pritok Koritnica, ki priteka izpod Mangarta, že v Trenti in Bovški kotlini bogatijo Sočo tudi številni kraški izviri, mdr. Glijun in Boka izpod Kanina. V Bovški kotlini se je Soča vrezala do 80 m globoko v rečne in ledeniške nanose in izdelala obsežno teraso, na kateri stoji Bovec. Njen strmec se v kotlini močno zmanjša in reka teče v številnih pramenih med bleščeče belimi prodišči, zelo priljubljenimi med poletnimi obiskovalci. Nekoliko niže, pri Žagi, naredi značilen kolenast zavoj okrog Polovnika, sprejme z desne pritok Učjo in vstopi v širšo dolino, nastalo ob še vedno aktivnem idrijskem prelomu. Do Kobarida je reka globoko zarezana v rečne in ledeniške nanose, v katerih so izrazite terase, mestoma se prebija med velikimi podornimi skalami (med Srpenico in Trnovim) ter skozi slikovito sotesko med Trnovim in Kobaridom, izjemno priljubljeno med ljubitelji divjih voda.
Med Kobaridom in Tolminom ima dolina smer proti jugovzhodu (zaradi idrijskega preloma). Reka ima tu manjši strmec in teče med širokimi belimi prodišči, naselja pa so odmaknjena od reke, razmeščena po izrazitih prodnih terasah ali vršajih pritokov. Na največjem, vršaju levega pritoka Tolminke, stoji mesto Tolmin in tu se reka obrne proti jugu ter za kratek hip zaustavi v umetnem jezeru, ob katerem stoji Most na Soči tik nad izlivom levega pritoka Idrijce. Do sem je v zadnji ledeni dobi segal skoraj 70 km dolg Soški ledenik in med drugim zapustil do 50 m visoko čelno moreno, na kateri stoji večji del Mosta na Soči. Tu Soča vstopi v več kot 30 km dolgo sotesko med gozdnatimi pobočji Kanalskega Kolovrata na zahodu in Banjšicami na vzhodu, ki se le tu in tam nekoliko razširi, da je prostor za večja naselja na terasah (Ročinj, Kanal, Anhovo in Deskle).
Pri Solkanu vstopi Soča na Goriško polje, ki je po nastanku velik prodni vršaj Soče in najvzhodnejši odrastek Furlanske nižine. Vršaj je nastal z močnim nasipanjem proda v zadnji ledeni dobi, s katerim je reka svoj levi pritok Vipavo potisnila prav pod severno vznožje Krasa. Na ravnini na levem bregu stojita sestrski mesti, starejša Gorica in novejša Nova Gorica. Od izliva Vipave navzdol teče Soča sprva tik ob vznožju Krasa mimo Gradišča ob Soči in Zagraja. Pod Vilešem se reki z desne pridruži še Ter, zadnji večji pritok, nato pa se nekaj kilometrov niže v široki delti izlije v Tržaški zaliv. Ravninska delta je sestavljena iz dveh zelo različnih delov: zgornji del, nekako do črte Červinjan – San Valentino – Štarancan, je zgrajen iz apnenčastega proda, ki sta ga v zadnji ledeni dobi nasula Soča in Ter, nekoliko višji, sušnejši ter intenzivno obdelan in poseljen, spodnji del pa je holocenske starosti, nižji, mokroten in preprežen s starimi strugami Soče. Obala delte je nizka in močvirna z bogatimi mokriščnimi habitati in je skupaj s spodnjim tokom reke dolvodno od izliva Tera zavarovana kot naravni rezervat izliva Soče.

## Hidronim in etimologija
V antiki je bila Soča poznana pod različnimi imeni, mdr. Aesontius, Sontius, Aesontio, a najpogosteje pod imenom Isontius. Po mnenju etimologa M. Snoja naj bi bilo njeno prvotno slovansko ime Soťa in bi nastalo iz latinskega imen Sontius, to pa verjetno iz indoevropske besede heĭs = hitro se premikati, dreti. Druga možna razlaga je, da je ime nastalo iz predromanske besed aĭs = voda, reka. V srednjeveških virih se reka pojavlja pod različnimi imeni, mdr. super Sontium (507–511), a flumine Isontio (1028), ultra Lusontium (1275), Isnicz (ok. 1330), an die Ysnitz (1401), an der Snicz (ok. 1440) itd. Misel, ki jo v svojem etimološkem delu navaja F. Bezlaj, da bi Soča še v antiki izvirala južno od Kobarida in šele pozneje pritegnila nase zgornji del porečja, ki naj bi dotlej pripadal Nadiži, temelji zgolj na antičnih zemljevidih in nima nobene geomorfološke podlage.

## Hidrogeografija
Soča ima v zgornjem toku izrazit alpski tip snežno-dežnega režima s prvim viškom v pozni pomladi (maj–junij) in drugim, manj izrazitim viškom jeseni (oktober–november). Prvi višek je posledica taljenja snega v visokogorju, jesenski višek se pojavi zaradi obilnih jesenskih deževij. Glavni nižek je sredi zime (januar–februar) zaradi nizkih temperatur in snežne retinence, drugi nižek pa nastopi v poznem poletju (avgust–september) zaradi manjših količin padavin in večje evapotranspiracije.
Pod vplivom pritokov in drugačnih podnebnih razmer prehaja rečni režim Soče dolvodno postopoma v alpski tip dežno-snežnega režima, saj jesenski višek (oktober–november) preseže spomladanskega (april–maj), poletni nižek (julij–avgust) pa postane nižji od zimskega (februar–marec).
Zlasti v zgornjem toku je reka poleti zelo priljubljena med obiskovalci, predvsem zaradi čiste vode in lepih belih prodišč, vendar zaradi nizke temperature vode ni posebej primerna za kopanje. V obdobju 2004–2010 je imela v Čezsoči v kopalni sezoni povprečno temperaturo 10,5 °C in najvišjo zabeleženo temperaturo 13,8 °C, pri Tolminu 12,0 °C (najvišja 15,1 °C), v Kanalu 15,3 °C (najvišja 21,3 °C) in v Solkanu 14,3 °C (najvišja 18,8 °C). Nizke temperature vode so predvsem posledica napajanja reke iz številnih kraških izvirov v celotnem toku do Solkana.
Najmanjši in največji zabeleženi pretoki Soče v obdobju 1971–2021 (m3/s) 
| Vodomerna postaja | Najmanjši pretok (datum) | Največji pretok (datum) | Povprečni letni pretok |  |
| ----------------- | ------------------------ | ----------------------- | ---------------------- |  |
| Kršovec           | 1,68 (16.2.1989)         | 286 (6.11.2016)*        | 11,2*                  |  |
| Log Čezsoški      | 3,29 (21.2.1989)         | 571 (5.11.2012)         | 23,7                   |  |
| Kobarid I         | 4,59 (31.1.1987)         | 778 (5.11.2012)         | 33,4                   |  |
| Solkan I          | 5,58 (30.10.1985)        | 2508 (5.11.2012)        | 91,7                   |  |

*Vodomerna postaja: Kršovec I
Preglednica kaže izrazit hudourniški značaj reke Soče. V zgornjem toku je razlika med najvišjim in najnižjim pretokom več kot 150-kratna, dolvodno se te razlike še povečujejo in v Solkanu je razlika kar 370-kratna. Zlasti v zgornjem, visokogorskem delu porečja se zaradi strmih pobočij in velikega deleža neporaščenih površin padavinska voda zelo hitro steka po pobočjih navzdol v vodotoke in ti zato narastejo zelo hitro. Na vodomerni postaji Kobarid znaša specifični odtok 76,9 l/s/km2, odtočni količnik pa 80,9 %, navzdol po reki pa se oba pokazatelja znižujeta: na vodomerni postaji Solkan znaša specifični odtok 39,5 l/s/km2, odtočni količnik pa 51,4 %.
Hudourniška narava reke je vidna tudi v izoblikovanosti njene struge, ki je široka in v njej so obsežna bleščeče bela prodišča. Bela barva prodišč pomeni, da reka zelo pogosto naraste, premakne prodnike po strugi navzdol in prikotali nove, tako da pionirske rastlinske vrste prodišč ne morejo zarasti. Mimo vodomerne postaje Kobarid npr. prenese Soča letno kar 73.000 m3 proda in 57.000 m3 finejšega materiala (peska in mulja), ki ji ga dovajajo hudourniški pritoki ali ga sama odtrga z bregov z erozijskim delovanjem.
Ker teče Soča skoraj ves čas po ozki dolini, je ob njej v celotnem toku malo poplavnih površin, pač pa se kaže hudourniški značaj reke in njenih pritokov v izjemno hitrem naraščanju (v zgornjem toku lahko naraste ali upade za več kot meter v eni uri) ter v močnem nasipanju, ki vsakih nekaj let povzroči veliko škodo na prometnicah, mostovih, gozdovih in kmetijskih površinah. Ob obilnih padavinah se pogosto prožijo tudi zemeljski plazovi in skalni podori, ki naredijo še dodatno škodo. Večji poplavni dogodki so bili ob Soči npr. 21. julija 1902, 17. septembra 1903, 1. decembra 1921, 2. in 3. septembra 1965, 13. in 14. novembra 1969, 4. oktobra 1978, med 5. in 10. oktobrom 1998 ter 17. novembra 2000, ko je nastal usoden drobirski tok in pod sabo pokopal del Loga pod Mangartom.
V spodnjem toku del soške vode odvajajo v dva umetna kanala, ki sta namenjena predvsem umetnemu namakanju kmetijskih površin in pridobivanju električne energije v osmih malih HE: prvi, Canale Agrocormonese, poteka zahodno od Soče, dolg je 7,7 km in se začne pri jezu v Gorici ter steka nazaj v Sočo nad Gradiščem ob Soči. Drugi kanal (it. Il Canale De dottori, v Tržiču Canale Valentinis) je dolg 12 km in poteka vzhodno od Soče; začne se pri Zagraju, poteka skozi Sredipolje ter Ronke in se pri Tržiču izliva v Tržaški zaliv.

## Hidroelektrarne
Že pred prvo svetovno vojno so začeli na pritokih Soče graditi male hidroelektrarne, ki so v svojem času povsem zadoščale za oskrbo okolice z električno energijo (npr. v okolici Idrije, v Logu pod Mangartom, na Hublju. Po italijanski zasedbi so elektrifikacijo prevzele večje italijanske družbe, ki jim majhni domači podjetniki niso mogli konkurirati. Načrtovali so deset večjih hidroelektrarn s skupno instalirano močjo 213 MW. Leta 1936 je začela družba SADE (Società Adriatica di Elettricità) graditi HE Doblar in Plave. Za doblarsko HE so v Podselu zgradili 40 visok ločni jez, za katerim je nastalo 5 km dolgo zajezitveno jezero, ki sega skoraj do izliva Tolminke, do HE pa dovajajo vodo po 3,5 km dolgem predoru. Za HE Plave so zgradili betonsko pregrado pri Ajbi, od koder dovajajo vodo po 5,6 km dolgem predoru do elektrarne na desnem bregu reke pod Plavami.
Po koncu druge svetovne vojne sta obe elektrarni prišli pod Jugoslavijo in sta bili še kar nekaj let največji in najsodobnejši v Sloveniji in sta predstavljali steber elektroenergetskega sistema. Šele v letih 1971–1975 so na jezu Ajba zgradili manjšo HE, ki je izkoriščala presežek vode ob višjem vodostaju. Že v šestdesetih letih so se začele pripravo na gradnjo treh novih večjih HE, in sicer Trnovo, Kobarid in Solkan. Načrti za gradnjo obeh HE v zgornjem toku so padli v vodo zaradi velikega nasprotovanja javnosti in takrat nastajajočega varstva narave, leta 1977 pa so začeli graditi HE Solkan. Novembra 1996 so začeli z obsežno obnovo obeh najstarejših HE (Doblar in Plave), hkrati so ob obstoječih zgradili še dve novi HE (Doblar 2 in Plave 2), ki sta pomembni za pridobivanje vršne električne energije. Med letoma 2004 in 2010 so zgradili še črpalno HE Avče, ki je prva in edina te vrste na Slovenskem in je namenjena proizvodnji vršne energije.
| Hidroelektrarna | Instalirana moč (MW) | Začetek obratovanja | Upravljavec |
| --------------- | -------------------- | ------------------- | ----------- |
| Doblar 1        | 30                   | 1939                | SENG        |
| Doblar 2        | 40                   | 2002                | SENG        |
| Plave 1         | 15                   | 1940                | SENG        |
| Plave 2         | 20                   | 2002                | SENG        |
| ČHE Avče        | 185                  | 2010                | SENG        |
| Solkan          | 32                   | 1984                | SENG        |

SENG= Soške elektrarne Nova Gorica d.o.o. (spletna stran podjetja)

## Kakovost vode
Soča slovi kot zelo čista reka in tudi po podatkih ARSO je bila v letih 2009 in 2010 v zelo dobrem oziroma dobrem kemijskem in ekološkem stanju. Kemijsko stanje je bilo na odseku Bovec–Tolmin dobro, prav tako na jezu HE Solkan. V zgornjem toku je Soča tudi v zelo dobrem ekološkem stanju in pri Solkanu v zelo dobrem do dobrem ekološkem stanju.
Z reko Idrijco prihaja v Sočo letno ok. 890 kg živega srebra kot posledica naravne vsebnosti elementa v nekaterih kamninah in 500-letnega rudarjenja v Idriji, vendar se ga v tekoči vodi razmeroma malo pretvori v metil živo srebro, ki se vgradi v ribe in druga živa bitja ter lahko pride s hrano tudi v človeka. Ugodnejši pogoji za nastanek metil živega srebra so v zajezitvenih jezerih, kjer se živo srebro dolgotrajno kopiči. Del živega srebra odnese Soča v Jadransko morje, kjer se nabira v sedimentih v delti in na dnu Tržaškega zaliva. Ker ima živo srebro veliko maso, v sedimentih miruje in se le malo izloča v vodo, vsak poseg v morsko dno (npr. gradnja plinskega terminala) pa bi povzročil sprostitev novih količin živega srebra v morsko vodo ter škodljive posledice za okolje in prebivalstvo.

## Ljudje in reka
"Simon Gregorčič je s svojo lepo in znamenito pesmijo Soči odkrival Posočje z njegovimi stranskimi dolinami in vodami, ki hitijo proti Soči. Taka je »ko hod deklet s planine«, pravi Gregorčič. Primerja jo z jasnino gorskega zraka, njeno glasnost s krepkimi spevom planinske mladine, v njeni barvi se zrcalita »temnà zelén planinskih trav in vedra višnjevost višáv«. Tako začenja o Soči J. Kunaver v knjižici Ob bregovih Soče, v kateri predstavlja naravo in ljudi ob reki od izvira do izliva. Kot se po dolini navzdol hitro spreminja pokrajina, od visokogorske doline Trente prek nekoliko bolj odprte pokrajine Tolminsko do obmorske ravnine ob spodnjem toku v sosednji Italiji, se spreminjajo tudi ljudje in njihov odnos do reke. V nekoč odmaknjeni Trenti ljudje niso imeli veliko opravka z reko, bolj so morali paziti na njen hudourniški značaj in svoja skromna bivališča postavljati vstran od nje na višjih obronkih doline. V 19. st. je Trento odkril Tržačan Julius Kugy in njene lepote predstavil širnemu svetu.
Iz doline Soče vodijo številne planinske poti na okoliške vrhove nad dolino, vendar so zaradi nizke nadmorske višine dolinskega dna zanje značilne zelo velike višinske razlike, tudi več kot 2000 m (na Kriške pode, Triglav, Bavški Grintavec, Kanin, Krn idr. Od izvira Soče vodi ob reki navzdol do Kršovca okoli 20 km dolga Soška pot.
Bovec se je v zadnjih desetletjih razvil v pomembno evropsko središče vodnih športov in različnih adrenalinskih dejavnosti, ki večinoma temeljijo na čisti in lepo ohranjeni reki ter njenih pritokih. Zgornji tok Soče je idealen za kajakaše, kanuiste in raftarje, pravi raj je tudi za športne ribiče. V soteski pod Trnovim je najbolj divji del reke in na njem je povsem naravna kajakaška proga, primerna za tekmovanja v slalomu in spustu. Na njej so pripravili že vrsto vrhunskih tekmovanj, med drugim svetovno prvenstvo v spustu leta 1991, evropski prvenstvi v spustu (1999 in 2013) ter več tekmovanj za svetovni pokal v spustu. Proga je samo za izkušene športnike, v zgornjem delu je 3. in 4. težavnostne stopnje, v spodnjem delu 5. stopnje.
Drugačne možnosti turističnega razvoja nudi umetno jezero pri Mostu na Soči, ki je ravno tako primerno za vodne športe na mirnih vodah. Znano je tudi po vsakoletni turistični prireditvi Noč na jezeru, ki poteka v mesecu juniju (od 12. do 16. junija 2013 je bila že 41. prireditev).
Dolina med Mostom na Soči in Solkanom je kljub slikoviti naravi ter lažji dostopnosti manj poznana in obiskana. Med jezom v Podselu in Doblarjem ter med jezom Ajba in Plavami je v strugi Soče večino časa manj vode zaradi odvzema za pridobivanje električne energije. V dveh manjših dolinskih razširitvah je najprej na obeh straneh reke mestece Kanal, nekoliko niže ob reki industrijski kraj Anhovo z veliko tovarno cementa. V ozki soteski med Plavami in Solkanom se je Soča vrezala med apnenčasta hriba Sabotin in Sveto goro, tako da je prostora komaj za cesto in železniško progo ter HE Solkan. Nekoliko niže prečka Sočo železniška proga prek elegantnega kamnitega loka solkanskega mostu, pod njim pa je na levem bregu tik pred državno mejo Kajakaški center Solkan s progo za slalom, na kateri je junija 2013 potekalo svetovno prvenstvo v sprintu.
Pod Gorico/Gorizia se Soča naenkrat spremeni v ravninsko reko in se je za več metrov zarezala v lastne prodne nanose iz zadnje ledene dobe. Kljub ravnini je ohranila hudourniški značaj, zato jo kljub gosto poseljeni ravnini na obeh straneh spremljata različno široka pasova poplavnega gozda, naselja in polja pa so se od reke odmaknila na nekoliko višje ležečo, pred poplavami varno ravnino. Najnižji del današnje ravnine ob morju je bil vse do konca prve svetovne vojne močviren, nato so ga načrtno izsušili in poselili s posamičnimi kmetijami, razporejenimi ob pravokotno se sekajočih lokalnih in poljskih cestah. Nastala je pokrajina, zelo podobna nizozemskim polderjem, ki se v italijanščini imenuje bonifica (oz. bonifica agraria). Zahodno od vasi Fossalon di Grado se nad ravnino dviga meteorološki radar Fossalon, ki pokriva tudi zahodni del Slovenije.
V močvirni delti, najnižjem delu ravnine, je Soča v preteklosti večkrat prestavljala strugo. Še v 18. st. se je reka izlivala v morje zahodno od današnjega ustja (Sdobba), okoli 1730 se je izliv premaknil na mesto današnjega izliva (Sdobba), leta 1896 pa se je prestavil še bolj proti vzhodu – to je današnji rokav Quarantia. Ker je nasipanje delte ogrožalo tovorno in vojaško pristanišče v Tržiču, so 1937 Sočo speljali v sedanjo strugo. Reka v morje prinaša velike količine peska in mulja, tako da se delta vsako leto poveča za 2–3 metre, rečni nanosi pa gradijo tudi obsežne peščene in muljaste plitvine.

## Prva svetovna vojna
Po dolini Soče in po okoliških gorah nad njo je med letoma 1915 in 1917 potekala soška fronta, ki je terjala več kot 300.000 življenj italijanskih in avstro-ogrskih vojakov. Številni med njimi so bili Slovenci in pripadniki drugih slovanskih narodov. Fronta je potekala vse od Rombona do Tržaškega zaliva, od nje so ostala številna vojaška pokopališča, utrjeni položaji in drugi ostanki, ob katerih vodi spominska Pot miru od Alp do Jadrana. Vojni je posvečen tudi Kobariški muzej v Kobaridu. Zaradi vojne je veliko pretrpelo tudi domače prebivalstvo, saj so vse prebivalce iz bližine fronte preselili drugam, ko pa so prišli nazaj, so bili njihovi domovi večinoma porušeni.

## Soča v kulturi
Soča je navdihnila slovenskega pesnika Simona Gregorčiča, da ji je posvetil svojo najbolj znano domoljubno pesem, »Soči«. Vir navdiha je v njej našel tudi italijanski pesnik Giuseppe Ungaretti, ki Sočo opisuje v svoji pesmi »I fiumi« (Reke).
O Soči je napisano:
- Simon Gregorčič: Soči
- Giuseppe Ungaretti: I fiumi
- Klara Stanič: Soča voda je šumela (ponarodela)
- Iztok Mlakar: Soča

## Varstvo narave
V zgornjem toku, do vstopa v Bovško kotlino, teče Soča po Triglavskem narodnem parku in navdušuje obiskovalce s čisto, zeleno modro vodo in izjemno gorsko okolico, polno geomorfoloških, geoloških, bioloških in kulturnih znamenitosti. Na vsakem koraku lahko občudujemo izjemno moč naravnih procesov, ki pred našimi očmi preoblikujejo to pokrajino. Zanimivi so npr. veliki skalni podori, med njimi podor nad kmetijo Plajer v spodnjem delu Trente, ki se je zgodil 28. in 29. junija 1989. V dolino se je podrlo od 300.000 do 400.000 m3 skalovja in to na istem mestu, kot je v preteklosti nastal še večji podor. Dolini je dal pomemben pečat tudi domači človek in njemu je treba omogočiti, da bo zmogel negovati svojsko trentarsko kulturno krajino tudi v prihodnje.
Posebnost Soče so globoka in ozka korita, vrezana v živoskalno dolinsko dno. Zaradi določene spremembe v okolju (npr. umik ledenikov, tektonski premik ipd.) se je reka vrezala v dotedanje dolinsko dno in v njem izdelala ozka in več deset metrov globoka korita. Najlepša so Mala korita malo pred izlivom potoka Vrsnik (okoli 100 m dolga ter do 6 m globoka) in Velika korita pred izlivom Lepenjice (okoli 750 m dolga, 10–15 m globoka in mestoma samo 1 m široka). Tretja so korita Soče pri Kršovcu (imenovana tudi Zmuklica) malo pred vstopom reke v Bovško kotlino; dolga so okoli 150 m in globoka do 10 m.
Celoten zgornji tok Soče od izvira do Tolmina je vključen v varstveno območje Natura 2000, med drugim zaradi soške postrvi (Salmo trutta marmoratus) in vodnih ter obvodnih habitatov. Soška postrv je endemična riba v povodju Jadranskega morja in je bila v Soči pred leti močno ogrožena zaradi križanja s potočno postrvjo (Salmo trutta fario), ki so jo ribiči vnesli v reko leta 1906. Avtohtona, gensko čista populacija soških postrvi se je pred leti znašla celo na rdečem seznamu ogroženih živalskih vrst, saj se je ohranila samo v nekaj manjših in težko dostopnih pritokih Soče. Z obsežnim programom in velikimi napori je ribičem od 60. let dvajsetega stoletja dalje uspelo soško postrv ohraniti pred izumrtjem, danes pa umetno vzgajajo gensko čiste ribe in jih vlagajo v reko, tako da si je že lepo opomogla.
V zgornjem toku Soče živita od korit navzdol še avtohtoni lipan (Thymallus thymallus) in iz Severne Amerike prinešena šarenka (Oncorhynchus mykiss). V srednjem toku se pojavljajo tudi ribje vrste iz družine krapovcev, mdr. štrkavec (Leuciscus cephalus cabeda), primorski blistavec (Leuciscus souffia), grba (Barbus plebejus) in pisanec (Phoxinus phoxinus), iz družine glavačev pa kapelj (Cottus gobio).
Zadnji del Soče, od izliva Tera naprej, je z bližnjo okolico zavarovan kot naravni rezervat (it:Riserva Naturale Foce dell'Isonzo), ki obsega strugo in bregove Soče ter precejšen del delte in bližnjega, plitvega morja (površina 23,4 km2 kopnega in 11,5 km2 morja). Osrednji del rezervata je Isola della Cona, nizek otok med sedanjo strugo Soče na zahodu in rokavom Quarantia, ki je bil med letoma 1895 in 1935 glavna struga Soče, potem pa so Sočo preusmerili v današnjo, umetno izkopano strugo, da ne bi pretirano zasipala tržiškega pristanišča. Na otoku je informacijsko središče za obiskovalce naravnega rezervata. Največje bogastvo rezervata so mokrotni habitati s sladko in slano vodo, idealni za ptice in druge živali, ter bogat rastlinski svet. Tu živi več kot 320 vrst ptic, od tega jih 80 tudi gnezdi; pozimi se v rezervatu zadržujejo številne ptice iz severnejših krajev. Pred leti so v delti naselili še konje iz francoske pokrajine Camargue. Bogat je tudi rastlinski svet, zlasti so pomembna rastišča z ogroženim slanoljubnim rastlinstvom in zadnji ostanki nižinskega gozda.

## Galerija
- Izvir Soče
- Soča v Trenti
- Soča v zgornjem toku
- Velika korita Soče
- Rafting na Soči pod Bovcem
- Korita Soče
- Brv na Soški poti
- Dolina Soče nad Kobaridom
- Soča pri Kanalu
- Most čez Sočo v Solkanu
- Satelitski posnetek izliva Soče
- Soča v Gorici/Gorizia
- Soča v spodnjem toku pod Gorico/Gorizia
- Isola della Cona ob izlivu Soče v morje